# David Franklin Noble
David Franklin Noble (22 de julio de 1945 - 27 de diciembre de 2010) fue un historiador de la tecnología, la ciencia y la educación. Fue reconocido por su trabajo seminal sobre la historia social de la automatización. Fue profesor en la División de Ciencias Sociales, y el departamento de Acción Social y Pensamiento Político en la Universidad de York en Toronto, Canadá.
Es cofundador de la Coalición Nacional para las Universidades en el Interés Público
En el libro “Una historia social de la Automatización Industrial” escrito en 1984, Noble relata la historia de la máquina-herramienta de automatización en los Estados Unidos, y argumenta que las máquinas de control numérico (CNC: control numérico computerizado) se introdujeron con la doble finalidad de aumentar la eficiencia y de disciplinar a los sindicatos, que eran muy fuertes en EE. UU. en el período inmediatamente posterior a la Segunda Guerra Mundial.
Fuerzas de la Producción sostiene que la dirección que quería tomar la programación de máquinas-herramientas, era la de formar "máquinas para hacer máquinas" lo que fue decisivo para la producción industrial, fuera de las manos de los miembros del sindicato su control fue transferido, por medio de primitivas prácticas de programación, a la no unión, a la universidad de educación de cuello blanco y a los empleados que trabajan separados físicamente de la planta.
Noble sostiene que en términos prácticos de la investigación, la separación fue un fracaso, lo que encolerizó y alieno al sindicato de maquinistas, que consideró que su práctica y la oscuridad del conocimiento de la escuela con respecto a la ciencia aplicada no se tendrá en cuenta, se sentó de nuevo mientras observaba la producción de máquinas programadas lo que describió como "chatarra a alta velocidad".
Noble argumento después que la gestión comprometida con los sindicatos, en violación de la ley Taft-Hartley (que se reservó todas las cuestiones excepto la remuneración y las prestaciones a la gestión discrecional), de EE. UU. en 1948 permitió la unión de los hombres "parche", e incluso escribir programas de la CNC.
Desarrolla su propuesta en torno a un caso base: como el diseño de máquinas es objeto de una elección social. Estudio la incorporación de las máquinas de control numérico y como estas provocan cambios en las relaciones horizontales y verticales de producción en las industrias.
Aunque Noble se centra estrictamente en las Fuerzas de la Producción, en el estrecho campo de especialización y de máquinas-herramientas, su trabajo puede ser generalizable a los problemas en la ingeniería del software donde los usuarios finales se encuentran inquietos cuando se le dice que tienen que aceptar el producto que los analistas ignorantes de las verdaderas necesidades de la empresa han diseñado.
La aplicación de su crítica del papel de la universidad a lo largo de 2005, Noble ha participado activamente en el logro de lo que él identifica como cuestiones de justicia social. Estos incluyen la idea de que el público canadiense de la universidad está siendo cada vez más empresarial, y la defensa de la idea de la libertad académica y el papel de la titular académico como funcionario público, que Noble considera crucial. Noble en su libro más reciente escrito en 2005, “Más allá de la Tierra Prometida”, esta totalmente en desacuerdo con la historia, describe como el mito de la tierra prometida, la conexión de las decepciones de la historia religiosa cristiana de la redención y la salvación con el aumento de la capitalismo global y la respuesta a estas decepciones por los recientes movimientos de justicia social.

## Libros más importantes
Noble en su libro “The Religion of technology” plantea que el desarrollo de la tecnología en occidente presenta caracteres de una tecnofilia con raíces religiosas en donde anida el suelo del rescate de la humanidad pero que históricamente se ha desarrollado mediante el impulso de las ambiciones derivando en un nuevo tipo de tecnología, alejada de las necesidades humanas básicas.
Este libro innovador no solo niega que la tecnología y la religión sean antagónicas, sino que también revela las raíces religiosas de la tecnología occidental. Y todo ello con el convencimiento de que el actual entusiasmo tecnológico es claramente deudor de las antiguas esperanzas cristianas sobre la recuperación de la divinidad perdida. A través de un periodo de mil años, Noble recorre la evolución de la idea occidental de desarrollo tecnológico desde el siglo XI, cuando las artes manuales empezaron a identificarse con el concepto de redención, hasta el siglo XX, cuando los humanos prefirieron ejercer un conocimiento y unos poderes parecidos a los de Dios. Así, describe como el avance tecnológico se aceleró en el momento en el que fue investido de significado espiritual y recorre toda una galería de monjes, exploradores, magos y científicos que demuestran la inspiración trascendental que existe en las empresas mundanas con las que habitualmente definimos la civilización occidental. Luego, se traslada a nuestra época y habla del armamento nuclear, los viajes espaciales, la inteligencia artificial y la ingeniería genética, sugiriendo que la convergencia entre tecnología y religión, a pesar de que en su día contribuyó al bienestar humano, en la actualidad se ha convertido en una amenaza para nuestra supervivencia. Vistos desde el amanecer de un nuevo milenio, los medios tecnológicos de los que dependemos para conservar y prolongar nuestras vidas están revelando un desdenoso menosprecio hacia las necesidades mortales. De este modo, Noble sostiene que debemos esforzarnos colectivamente para empezar a reexaminar con rigor la fascinación que nos produce el avance tecnológico indiscriminado.
En el libro “Social choice in machine desing: the case of automatically controlled machine tools” David Noble se concentra en el análisis del control numérico en las máquinas-herramientas versus el record-playback desarrollado por General Electric en la segunda mitad de la década de 1940. Se cuestiona que al presentar la historia de la automatización de herramientas, esta aparezca como una simple técnica y que su desarrollo fuese lógico. Este análisis, declara Noble, dice muy poco del porqué la tecnología tomó la forma que tomó y para responder a estas interrogantes, manifiesta que es requisito adoptar una mirada más cercana al contexto social en el cual las tecnologías son desarrolladas.

## Activismo político
En 1983 David Noble fundó la Coalición Nacional de Universidades en el Interés Público, con Ralph Nader y Al Meyerhoff para intentar «llevar a que los no académicos presionaran a las administraciones universitarias para que fueran vendidas a sus colegas y al público en la búsqueda de alianzas empresariales».
Noble de la izquierda política y tácticas agresivas. Fue obligado a abandonar su nombramiento en el Smithsonian Institution, y no pudo dar el discurso en Harvey Mudd College porque la administración argumentó que era antitecnología.
En la Universidad de York sus acciones se dice que se han denominado anticiencia y antiintelectual por el presidente de la Universidad, Lorna Marsden, y su nombramiento como miembro de la JS Woodsworth Presidente en las Humanidades en la Universidad Simon Fraser fue suspendido después de que Noble y otros vieran irregularidades en el proceso de contratación.
En los últimos años en la Universidad de York, Noble ha criticado la forma en que en un "segundo nivel" las universidades se han visto obligadas a ser accesibles a la mayoría, debido a la ausencia de presiones de presupuesto para los "de primer nivel", para adoptar las empresas excesivamente favorables a las políticas. Según Noble, estas políticas de subordinación de la misión educativa nos lleva a una visión en la que los estudiantes se les enseña "práctica" en la carrera, pero en estas formas estrechas son, en efecto, en términos generales menos empleables.
En 1998 en su documento digital Diploma Mills (http://www.firstmonday.org/issues/issue3_1/noble/ Archivado el 4 de diciembre de 2008 en Wayback Machine.), Noble escribió: «Las universidades no solo son sometidos a una transformación tecnológica. Debajo de ese cambio, y camuflado por ella, se encuentra otro: la comercialización de la educación superior».
Noble ha argumentado que la alta tecnología, en estas universidades, a menudo se utiliza no para mejorar la enseñanza y la investigación, sino como un exceso de control y exceso de profesores y jóvenes estudiantes de posgrado, la expropiación intelectual propiedad de los principales profesores, y, a través de diversos mecanismos, como la registrada conferencia, sustituir las visiones y voces de los menos prestigiosos profesores con los de segunda mano.
En su amplia base crítica de lo que las opiniones académicas como un sistema industrial, Noble ha cuestionado el papel estratégico de Israel en el oeste de las instituciones sobre una base amplia.
A finales de noviembre de 2004, en la Universidad de York, Noble obtuvo controversia para entregar el escrito. Las fichas de información que alegó a la Fundación, en la Universidad de York la principal recaudación de fondos del organismo, fue sesgada por la presencia y la influencia de Israel en favor de los grupos de presión, activistas y personas que participan en pro-sionista judío recaudación de fondos en los organismos, a quien identificó como la "cola", y que este sesgo afecta a la conducta política de York de la administración en aspectos importantes, a través de su poder para "menear el perro". En particular, Noble (que es de ascendencia judía) afirmó que había una conexión entre la supuesta "influencia Pro-israelí " en la Fundación York y la Universidad de la administración de tratamiento de los vocales pro-palestino sobre las campañas campus y más tarde fue saboteado el proyecto para construir un estadio de fútbol en el campus de Toronto.
Noble y la Universidad de York de nuevo aparición en las noticias, en octubre de 2005 con respecto a su oposición de cancelar las clases durante los tres días marcados por vacaciones judías. Noble declaró que desafían la política y celebró las clases
No obstante, en su lugar se comprometió a cancelar sus clases en las festividades religiosas contempladas por cualquier estudiante en la clase, y, en última instancia eligió cancelar las clases en todas las fiestas musulmanas. En abril de 2006, Noble presentó una denuncia a la Comisión de Derechos Humanos, alegando que la cancelación de clases durante ciertos días festivos judíos constituía una discriminación contra los estudiantes no judíos, la denuncia sigue pendiente a día de hoy. Más tarde puso en marcha una demanda por $ 25 millones (https://web.archive.org/web/20071220203018/http://indaily.net/?p=2652) en el Tribunal Superior de Justicia contra una serie de personas y judías e israelíes de la Universidad de York, y las organizaciones de difamación y conspiración, acusándoles de haber criticado indebidamente su campaña antisemita.
Más recientemente, Noble ha participado en la creación de una organización llamada York Public Access como una alternativa a lo que él identifica como un mayor sesgo empresarial en el enfoque adoptado por la Universidad de York y el departamento de relaciones y medios de comunicación oficiales.
Recientemente, Jonathan Kay, miembro de la junta editorial del National Post comentó acerca de un caso llevado al Tribunal de la comisión de Derechos Humanos en el que acusan a York de celebrar las clases en fiestas judías, lo que sugiere que es discriminar a otros estudiantes con diferentes creencias religiosas ya que tienen que asistir a clases en sus fiestas religiosas.

## Libros
| Año  | Título                      | Subtítulo                                                   | Editorial                                                 | ISBN                   |
| ---- | --------------------------- | ----------------------------------------------------------- | --------------------------------------------------------- | ---------------------- |
| 1977 | America By Design           | Science, Technology, and the Rise of Corporate Capitalism   | New York: Knopf                                           | ISBN 978-0-394-49983-3 |
| 1984 | Forces of Production        | A Social History of Industrial Automation                   | New York: Knopf                                           | ISBN 978-0-394-51262-4 |
| 1985 | Smash Machines, Not People! | Fighting Management's Myth of Progress                      | San Pedro, CA, USA: Singlejack Books of Miles & Weir, Ltd | ISBN 978-0-917300-17-2 |
| 1992 | A World Without Women       | The Christian Clerical Culture of Western Science           | New York: Knopf                                           | ISBN 978-0-394-55650-5 |
| 1993 | Progress Without People     | In Defence of Luddism                                       | Chicago: Charles H. Kerr                                  | ISBN 978-0-88286-218-7 |
| 1995 | Progress Without People     | New Technology, Unemployment, and the Message of Resistance | Toronto: Between the Lines Press                          | ISBN 978-1-896357-01-0 |
| 1997 | The Religion of Technology  | The Divinity of Man and the Spirit of Invention             | New York: Knopf                                           | ISBN 978-0-679-42564-9 |
| 2001 | Digital Diploma Mills       | The Automation of Higher Education                          | New York: Monthly Review Press                            | ISBN 978-1-58367-061-3 |
| 2005 | Beyond the Promised Land    | The Movement and the Myth                                   | Toronto: Between the Lines Press                          | ISBN 978-1-897071-01-4 |